# Słomków (województwo łódzkie)
Słomków – wieś w Polsce położona w województwie łódzkim, w powiecie skierniewickim, w gminie Maków.

## Części wsi
| SIMC    | Nazwa       | Rodzaj    |
| ------- | ----------- | --------- |
| 0731548 | Bażantarnia | część wsi |
| 0731577 | Kacperek    | część wsi |
| 0731608 | Zagóra      | część wsi |

## Historia
W latach 1975–1998 miejscowość położona była w województwie skierniewickim. W latach 1977–1982 w gminie Skierniewice.